# Vibrionaceae
Vibrionaceae es una familia de gammaproteobacterias que se incluye en su propio orden. Viven en agua dulce o salina y varias especies son patogénicas, incluyendo la especie tipo Vibrio cholerae, que es el agente responsable del cólera. Además, la mayoría de las bacterias bioluminiscentes pertenecen a esta familia y típicamente se encuentran como simbiontes de animales que habitan las profundidades.
Las vibrionaceae son organismos Gram-negativos anaerobios facultativos (capaces de fermentación). Contienen oxidasa y presentan uno o más flagelos, que son generalmente polares. Inicialmente, estas características definían la familia, que era dividida en cuatro géneros. Dos de ellos, Vibrio y Photobacterium, corresponden al grupo actual, aunque se han definido varios géneros nuevos. Estudios genéticos muestran que los otros dos géneros originales, Aeromonas y Plesiomonas pertenecen a familias separadas. La familia Vibrionaceae actualmente comprende cinco géneros validados en publicaciones: Moritella, Enterovibrio, Grimontia, Photobacterium y Vibrio.
Los miembros de esta familia sintetizan tetrodotoxina, un antiguo alcaloide marino y poderosa neurotoxina (inhibidor del flujo de Na+, 1 mg puede matar a un adulto) que sirve de protección a los Tetraodontiformes (tetras-cuatro y odontos-dientes), entre ellos al venenoso pez fugu. Como se ha mencionado antes, los Vibrionacea viven en simbiosis con muchos organismos marinos. En el caso del pez fugu y otros organismos marinos que alojan Vibrionaceae productores de TTX, la simbiosis en una antigua y poderosa protección contra los depredadores para sus huéspedes, que a su vez proporcionan a las bacterias un ambiente protegido con abundantes nutrientes para el crecimiento.  El TTX y la saxitoxina proporcionan uno de los ejemplos más espectaculares de convergencia en la evolución bioquímica, pues ambas toxinas, que son extremadamente tóxicas incluso a niveles bajos, son inhibidoras del flujo de Na+ y tienen prácticamente las mismas constantes de acoplamiento con el flujo de Na+ en las neuronas.